# Aalapot
Aalapot (nep. आलापोट) – gaun wikas samiti w środkowej części Nepalu w strefie Bagmati w dystrykcie Katmandu. Według nepalskiego spisu powszechnego z 2001 roku liczył on 555 gospodarstw domowych i 2884 mieszkańców (1442 kobiet i 1442 mężczyzn).